# Aleksandr Kotchiev
Aleksandr Vassilievitch Kotchiev (en russe : Кочиев, Александр Васильевич) est un joueur d'échecs soviétique né le 25 mars 1956 à Léningrad. Il est le grand maître international depuis 1977.

## Palmarès
Champion d'URSS junior en 1972 à Tchernigov, Aleksandr Kotchiev remporta les tournois de sélection juniors de Lvov en 1974 et de Sotchi en 1975 (ex æquo avec Valeri Tchekhov). Il fut champion d'Europe junior à Groningue en 1975-1976,  il finit deuxième du tournoi du Havre en 1976 (ex æquo avec Aleksandr Beliavski) et deuxième du tournoi d'échecs de Dortmund de 1977 à égalité de points avec le vainqueur Jan Smejkal. Il reçut le titre de grand maître international en 1977. En 1978-1979, il finit deuxième du tournoi d'échecs d'Hastings. Dans les années 1980, il remporta le tournoi de Reggio Emilia 1979-1980, puis ceux de Sombor en 1980 et de Starý Smokovec en 1982.